# Kaplan Martin Čedermac
Kaplan Martin Čedermac je roman slovenskega pisatelja Franceta Bevka (1890-1970). Delo je napisal v šestih mesecih, kar je zelo kratka doba. Je eno njegovih najpomembnejših del, hkrati pa ima tudi posebno mesto v slovenski književnosti.

## Obnova
Martin Čedermac je bil kaplan v Vrsniku v Beneški Sloveniji. Živel je v kaplaniji skupaj s svojo sestro Katino. Nekega dne sta se pri njem oglasila orožnika, ki sta prinesla podpisat odlok, da bo potekala celotna maša in molitve v italijanskem jeziku. Martin ne podpiše, pa vendar sta ponoči s Katino vse slovenske katekizme in molitvenike skrila v cerkev svetega Mihaela. Na poti nazaj sta se še ustavila pri bolni materi.
Naslednji dan pa je kljub temu, da ni podpisal odloka, maševal in pridigal italijansko. Verniki so bili zaradi tega žalostni.
Neke nedelje je bilo v Rupi žegnanje. Čedermac je bil povabljen na kosilo, najprej je kosilo odklonil, nato pa je vseeno odšel. Na kosilu je spoznal, da so duhovniki v bližnjih župnijah razdeljeni. Nekateri so sprejeli italijanščino, drugi pa vztrajajo pri slovenščini. Martin se je potrt vrnil domov.
V petek sta k njemu proti večeru prišla poročnik in brigadir. Še enkrat sta mu prinesla za podpisat odlok  in ponovno ju je Čedermac zavrnil. Tedaj mu je poročnik ponudil denar, če podpiše, vendar še vedno ni hotel, zato sta ga poročnik in brigadir odpeljala na postajo v Čedad, kjer je ostal čez noč, naslednji dan pa je govoril s prefektom. Pod večer se je Čedermac odpravil proti župniji. Na poti je srečal kovača Vanca, s katerim sta se skupaj odpravila proti domu. Doma ga je vsa vesela pričakala Katina, vendar je z njo govoril trdo in jezno, zato je bila užaljena. Martin je tudi izvedel, da se Katina dobiva z Žefom Kljinjon. Zato mu je zabičal, da naj se ji ne približuje.
Nekega dne je deček Ivanc prišel povedat Čedermacu, da je z njegovo mamo slabše. Brž se je odpravil k njej in bil ves čas do smrti pri njej. Po pogrebu je to Čedermaca globoko potrlo, zato je zbolel, vendar je premagal bolezen.
Neke noči mu je Birtič prišel povedat, da prihajajo ponj in  naj zbeži, kar je Čedermac tudi storil. Zbežal je k nadškofu v Videm, ta mu je povedal, da je tudi Cerkev sprejela italijanski jezik in da nima moči proti oblasti. To je Čedermaca močno potrlo. Razburjen se je odpravil proti domu. Tam ga je spet pričakala Katina in spet je bil trd z njo, pa vendar se je na koncu vse med njima uredilo.
Neke nedelje pri maši se je Čedermac slabo počutil. Pred prepolno cerkvijo Martin pridiga v slovenščini ter farane pozove, naj branijo svojo zemljo in svoj jezik. Dediščino svojih prednikov morajo ohraniti in ne smejo vdano skloniti glav. Svojega jezika se morajo oklepati tako kot svoje zemlje. Po maši ni hotel leči. Katina je odšla v vas, sam pa je v vročici odšel po katekizme in molitvenike, ki jih je skril v cerkev svetega Mihaela. Medtem je prišel na obisk don Jeremija, ki ga ni našel doma. Tedaj se je tudi Katina vrnila iz vasi in skupaj sta ga odšla iskat. Don Jeremija se je odpravil proti cerkvi in na poti srečal vročičnega Čedermaca, ki je komaj hodil. Povedal mu je, da je našel ranjenega Žefa Kljinjon. Don ga je odpeljal v kaplanijo in od tam poslal nekaj ljudi, ki so odšli po Žefa. Po tem dogodku je kaplan še bolj zbolel in ni mogel več maševati. V Vrsniku so določili novega kaplana, ki je Čedermacu predlagal, naj se upokoji, kar je ta tudi storil. Ko je okreval, sta se skupaj s Katino poslovila od vaščanov in se skupaj odpravila na bratovo domačijo v Krnico.

## O knjigi
V romanu sta uravnotežena sporočilo in čista pripovedna oblika.
Dogaja se v Beneški Sloveniji, kjer so bili na oblasti fašisti. Zaradi njihovih političnih načel je bila prebivalcem vzeta pravica do materinega jezika. Zato v globljem pomenu roman predstavlja celovito metaforo za boj človeškega dostojanstva z oblastjo.
Roman Kaplan Martin Čedermac je pripoved z močnim čustvenim nabojem. Izraža se predvsem v slikovitih opisih narave.
Zanosni in ekspresivno dinamični so tudi opisi Čedermacovega duševnega stanja, v katerem je pogosto obrnjen v svoj intimni svet ter občutja, ki jih doživlja v samoti in bolezni ter k predmetom, ki so okoli njega.
Kaplan Martin Čedermac je bil preveden tudi v 6 drugih jezikov.

## Snov
Bevk je snov za nastanek romana premestil v cerkev iz šolstva. Rad je uporabljal zgodovinsko snov, kar se kaže tudi v tem romanu,kjer je Beneško Slovenijo predstavil v času fašizma.
Pisatelj je večkrat preučeval Beneško Slovenijo in takratne razmere v njej. Mnogo gradiva je dobil od profesorja Ivana Trinka in različnih duhovnikov.
Za model duhovnika Martina Čedermaca je služil kaplan Anton Kufolo (1889-1959), ki je bil človek trdnega in dejavnega značaja,
V romanu je tudi uporabil nekatere knjige, kot so Gregorčičeve poezije Prešernov sonet Momento mori in citat "Tja bomo našli pot, kjer nje sinovi si prosti vol'jo vero in postave. . .", omenjene pa so tudi kitice nekaterih starih ljudskih slovenskih pesmi ter nekateri stavki iz Svetega pisma.

## Dosedanje izdaje
- Pavle Sedmak: Kaplan Martin Čedermac, Slovenska matica 1938
- France Bevk: Kaplan Martin Čedermac, Gregorčičeva založba, Trst, 1946
- France Bevk: Kaplan Martin Čedermac, Mladinska knjiga, 1956, 1961, 1965, 1977
- France Bevk. Kaplan Martin Čedermac, Državna založba Slovenije, 1965
- France Bevk: Kaplan Martin Čedermac,izbrano delo XII, ur. France Kobar
- France Bevk: Kaplan Martin Čedermac, Mladinska knjiga (Naša beseda) ur, F. Bohinec, 1970
- France Bevk: Kaplan Martin Čedermac, Založba Obzorja (Iz slovenske kulturne zakladnice), ur. F. Koblar, 1971
- France Bevk: Il cappellano Martin Čedermac (prevedel v italijanščino Ezio Martin), Zadruga Most, 2015
- France Bevk: Kaplan Martin Čedermac (strip Morena Tomasetiga v beneškoslovenskem narečju), Zadruga Most, 2015